# Bruno Ricci
Bruno Ricci (Firenze, 23 novembre 1910 – ...) è stato un calciatore italiano, di ruolo centrocampista.

## Carriera

### Giocatore

#### Club
Prese parte della prima rosa della Roma giocando una partita in Divisione Nazionale, e nella stessa stagione vinse la Coppa CONI, realizzando una rete. Segna l'unico gol della sua carriera con la Roma il 15 luglio 1928 nella vittoria casalinga per 5-1 contro il Pro Patria. Debutta in campionato il 17 febbraio 1929 nel pareggio fuori casa a reti inviolate contro il Prato.

## Statistiche

### Presenze e reti nei club
Statistiche aggiornate al 23 ottobre 2014.
| Stagione          | Squadra           | Campionato        | Campionato | Campionato | Coppe nazionali | Coppe nazionali | Coppe nazionali | Coppe continentali | Coppe continentali | Coppe continentali | Altre coppe | Altre coppe | Altre coppe | Totale | Totale |
| Stagione          | Squadra           | Comp              | Pres       | Reti       | Comp            | Pres            | Reti            | Comp               | Pres               | Reti               | Comp        | Pres        | Reti        | Pres   | Reti   |
| ----------------- | ----------------- | ----------------- | ---------- | ---------- | --------------- | --------------- | --------------- | ------------------ | ------------------ | ------------------ | ----------- | ----------- | ----------- | ------ | ------ |
| 1927-1928         | Roma              | DN                | 0          | 0          | CC              | 1               | 1               | -                  | -                  | -                  | -           | -           | -           | 1      | 1      |
| 1928-1929         | Roma              | DN                | 1          | 0          | -               | -               | -               | -                  | -                  | -                  | -           | -           | -           | 1      | 0      |
| 1930-1931         | Fiorentina        | A                 | ?          | ?          | -               | -               | -               | -                  | -                  | -                  | -           | -           | -           | ?      | ?      |
| 1932-1933         | Fiorentina        | A                 | ?          | ?          | -               | -               | -               | -                  | -                  | -                  | -           | -           | -           | ?      | ?      |
| 1933-1934         | Montevarchi       | PD                | ?          | ?          | -               | -               | -               | -                  | -                  | -                  | -           | -           | -           | ?      | ?      |
| 1934-1935         | Fiorentina        | A                 | ?          | ?          | -               | -               | -               | -                  | -                  | -                  | -           | -           | -           | ?      | ?      |
| 1935-1936         | Lucchese          | B                 | 11         | 1          | -               | -               | -               | -                  | -                  | -                  | -           | -           | -           | 11     | 1      |
| 1936-1937         | Fiorentina        | A                 | ?          | ?          | -               | -               | -               | -                  | -                  | -                  | -           | -           | -           | ?      | ?      |
| Totale Fiorentina | Totale Fiorentina | Totale Fiorentina | ?          | ?          |                 | -               | -               |                    | -                  | -                  |             | -           | -           | ?      | ?      |
| 1937-1938         | Prato             | C                 | ?          | ?          | -               | -               | -               | -                  | -                  | -                  | -           | -           | -           | ?      | ?      |
| Totale carriera   | Totale carriera   | Totale carriera   | 12+        | 1+         |                 | 1               | 1+              |                    | -                  | -                  |             | -           | -           | 13+    | 2+     |

## Palmarès

### Giocatore

#### Club

##### Competizioni nazionali
- Serie B: 1

Lucchese: 1935-1936
- Coppa CONI: 1

Roma: 1928